# روب مسيلنيا
روب مسيلنيا (بالإنجليزية: Rob McElnea)‏ هو متسابق دراجات نارية بريطاني سابق. نافس في سباقات بطولة العالم لفئة 500 سي سي. كما شارك في بطولة العالم للسوبربايك وكأس جزيرة مان السياحية.

## روابط خارجية
- روب مسيلنيا على موقع MotoGP.com (الإنجليزية)
- روب مسيلنيا على موقع WorldSBK.com (الإنجليزية)